# Perpetua (żona Piotra Apostoła)
Perpetua – żona św. Piotra Apostoła, męczennica chrześcijańska i święta Kościoła katolickiego.
O jej istnieniu wiadomo z przekazów św. Klemensa Aleksandryjskiego oraz Euzebiusza.
Miałaby być kobietą, której matkę uleczył sam Jezus Chrystus. Według pism Pseudo-Klemensa z III w., św. Perpetua miała za apostołem przybyć do Rzymu i tam ponieść śmierć za wiarę.
Jej wspomnienie liturgiczne obchodzone jest 4 listopada.